# Ryan ST

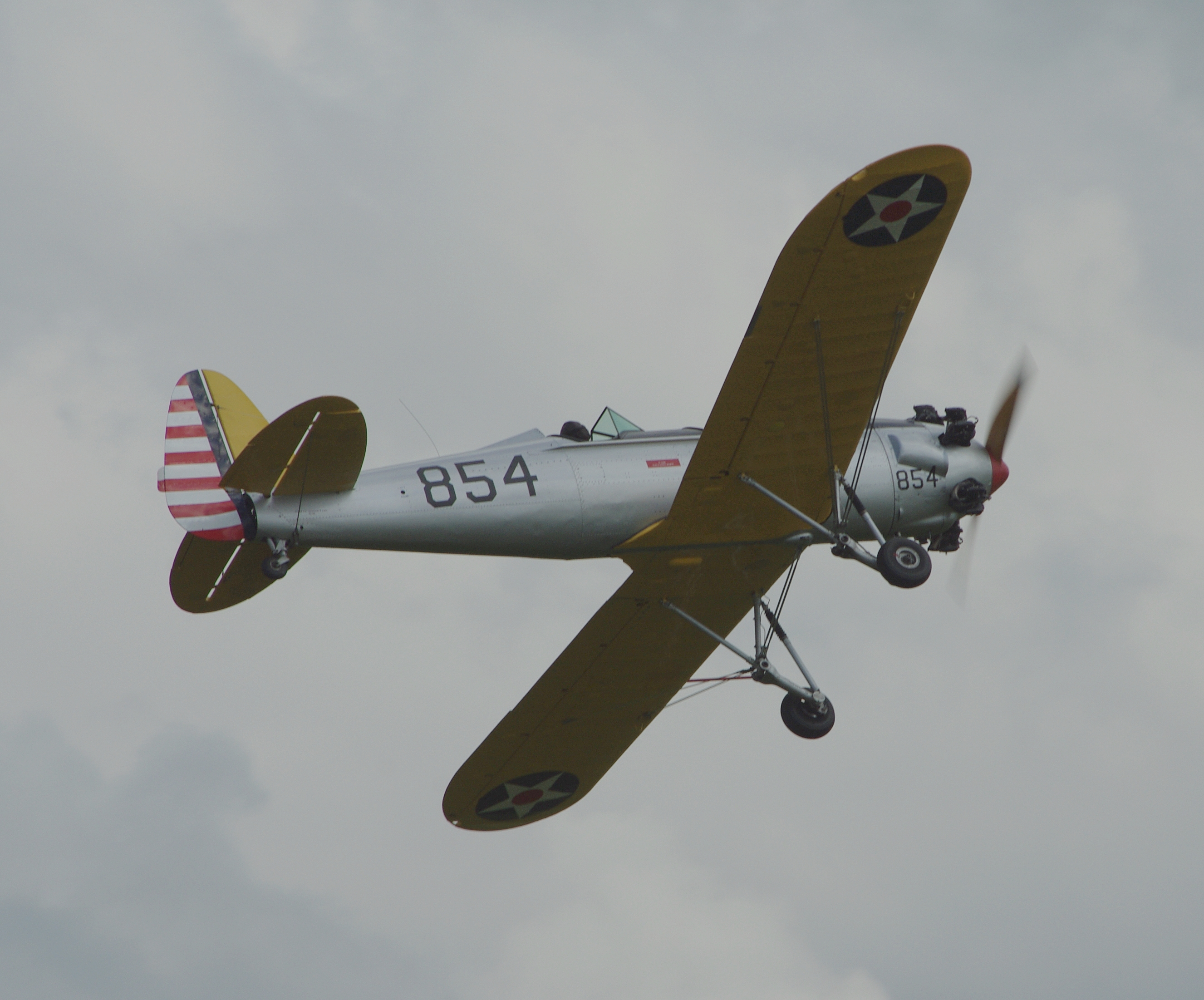
Ryan PT-22 Recruit G-BBH tại Old Warden 2009

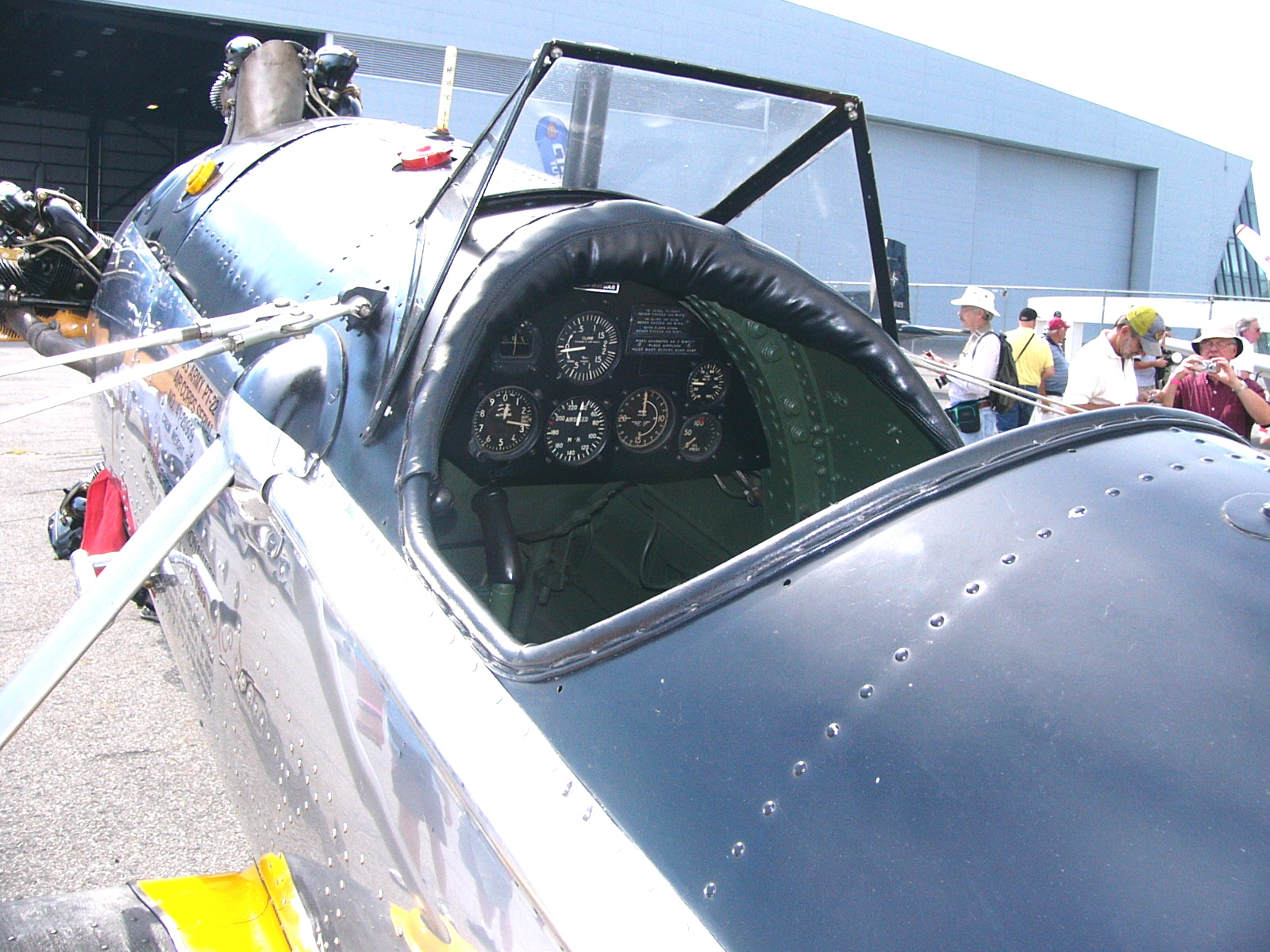
Bảng đồng hồ đo của Ryan PT-22 Recruit

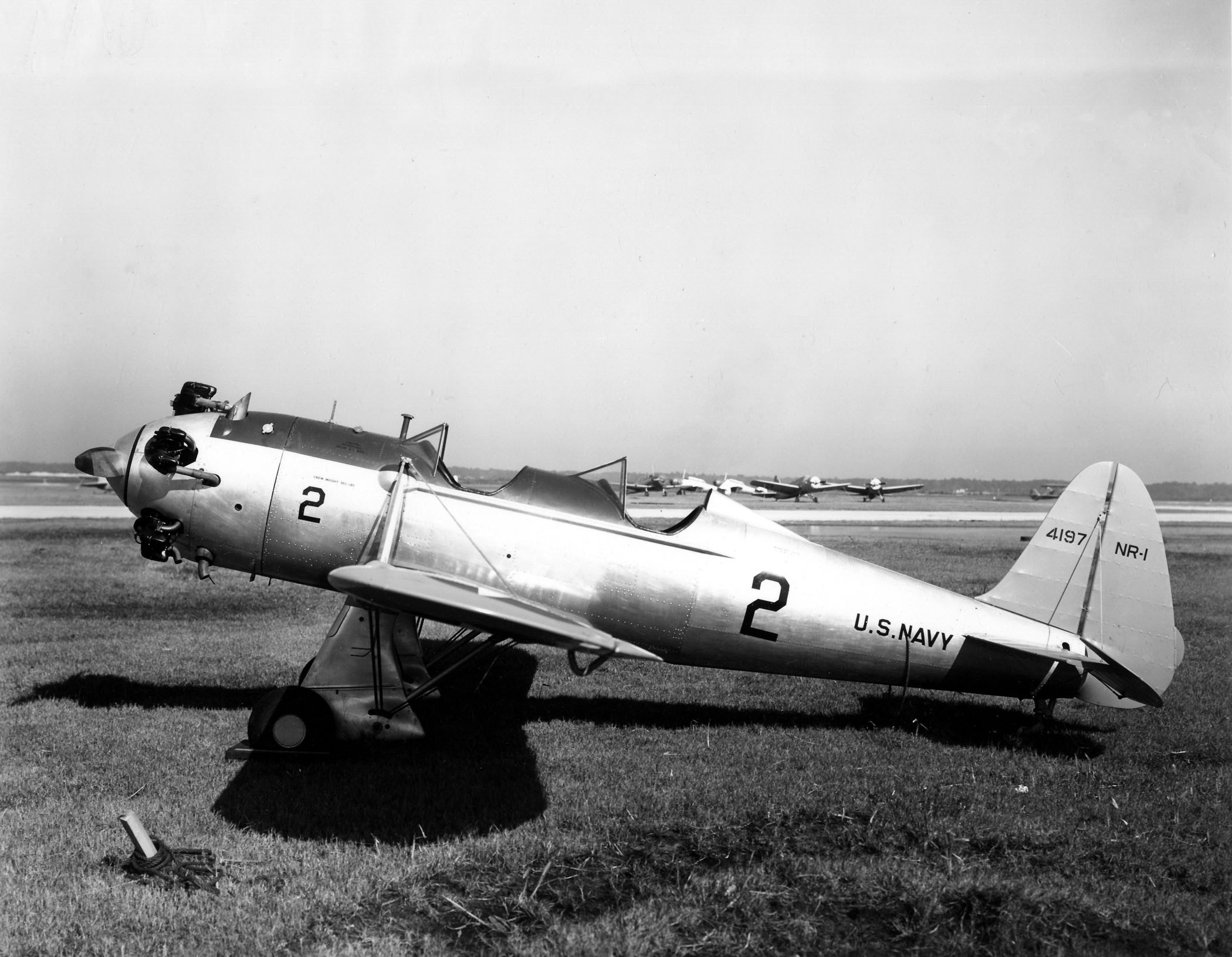
Ryan NR-1 thuộc hải quân Hoa Kỳ tại NAS Jacksonville, 1942.

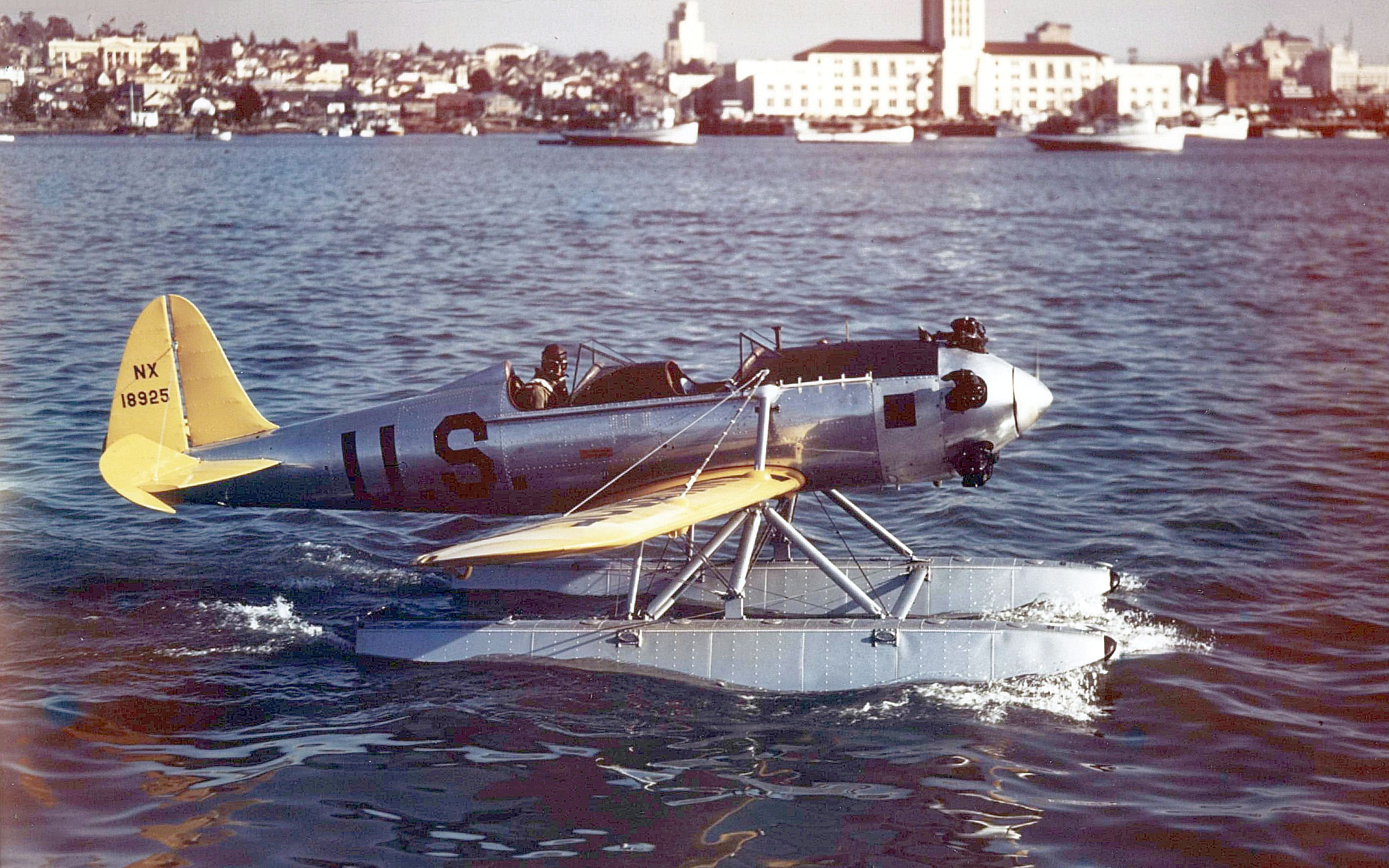
Ryan ST-3 tại vịnh San Diego, 1940.

Ryan ST là một seri máy bay huấn luyện hai chỗ, do hãng Ryan Aeronautical Company chế tạo.

## Biến thể

### Định danh của hãng chế tạo

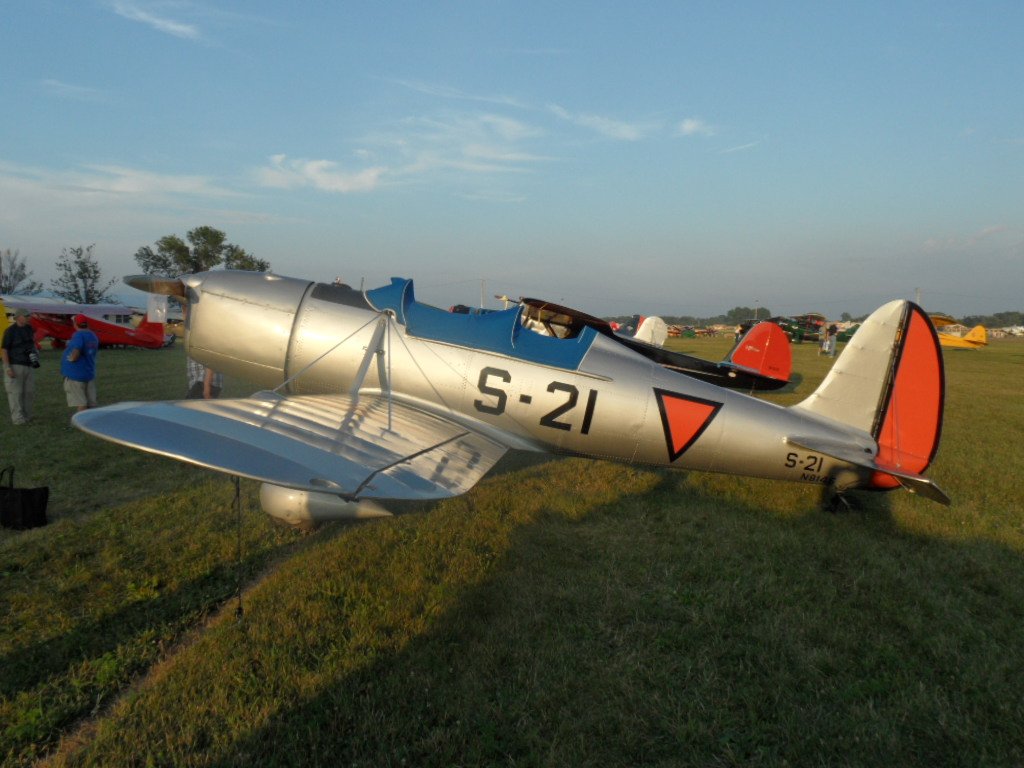
Ryan STM-S2 trong sự kiện AirVenture 2011

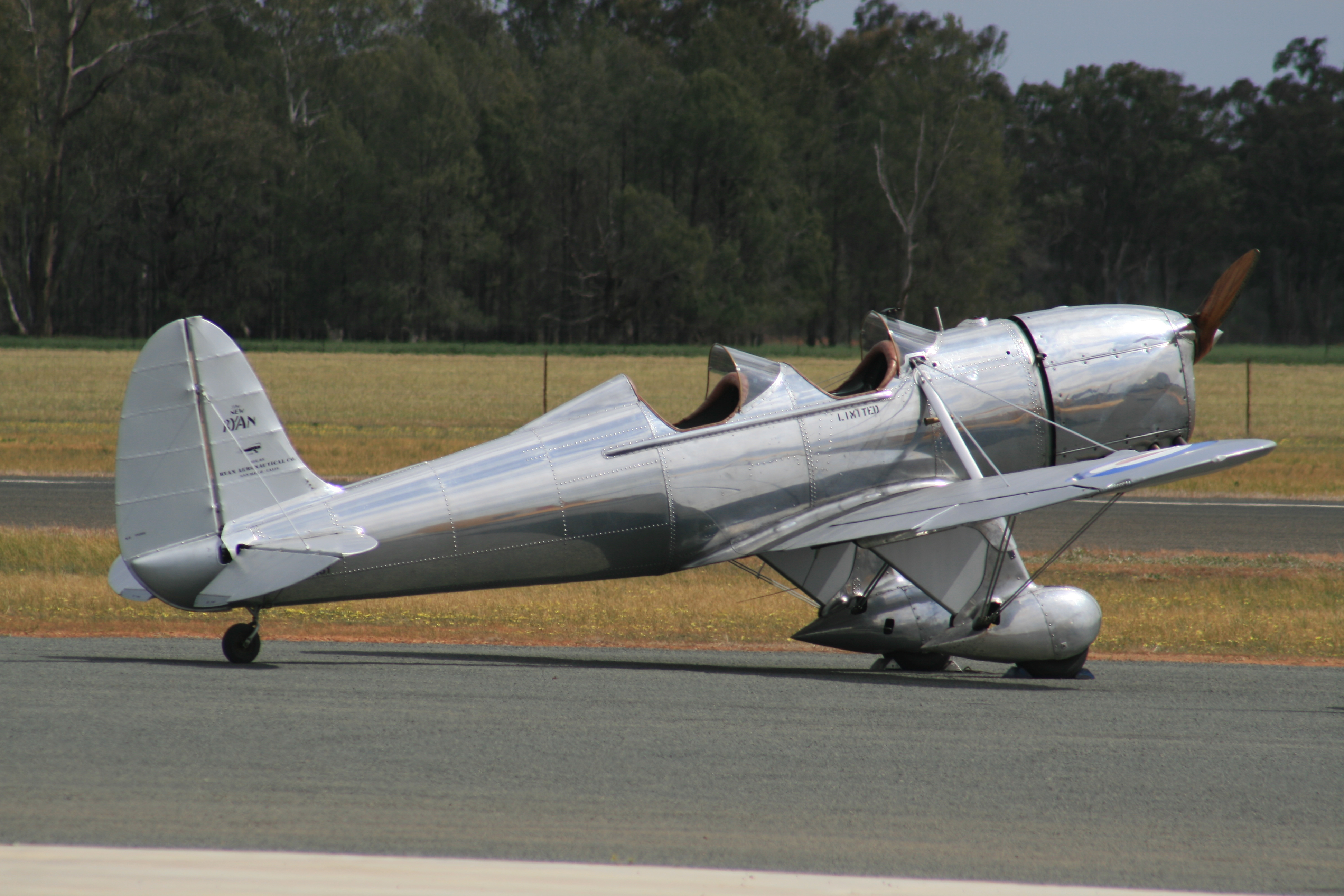
Ryan STM-S2 ở Australia

ST
ST-A
ST-A Special
ST-B
STM
STM-2
STM-2E
STM-2P
STM-S2
ST-W
ST-3
ST-3KR
ST-4

### Định danh của quân đội Hoa Kỳ

#### USAAC/USAAF
PT-16
- XPT-16:
- XPT-16A:
- YPT-16:
- PT-16A:

PT-20
- PT-20A:

PT-21
PT-22 Recruit
- PT-22A:
- PT-22C:

YPT-25

#### USN
NR-1

## Quốc gia sử dụng
Úc
- Không quân Hoàng gia Australia

 Bolivia
- Không quân Bolivia

 Đài Loan
- Không quân Cộng hòa Trung Hoa

 Ecuador
- Không quân Ecuador

 Guatemala
- Không quân Guatemala

 Honduras
- Không quân Honduras

 Nhật Bản

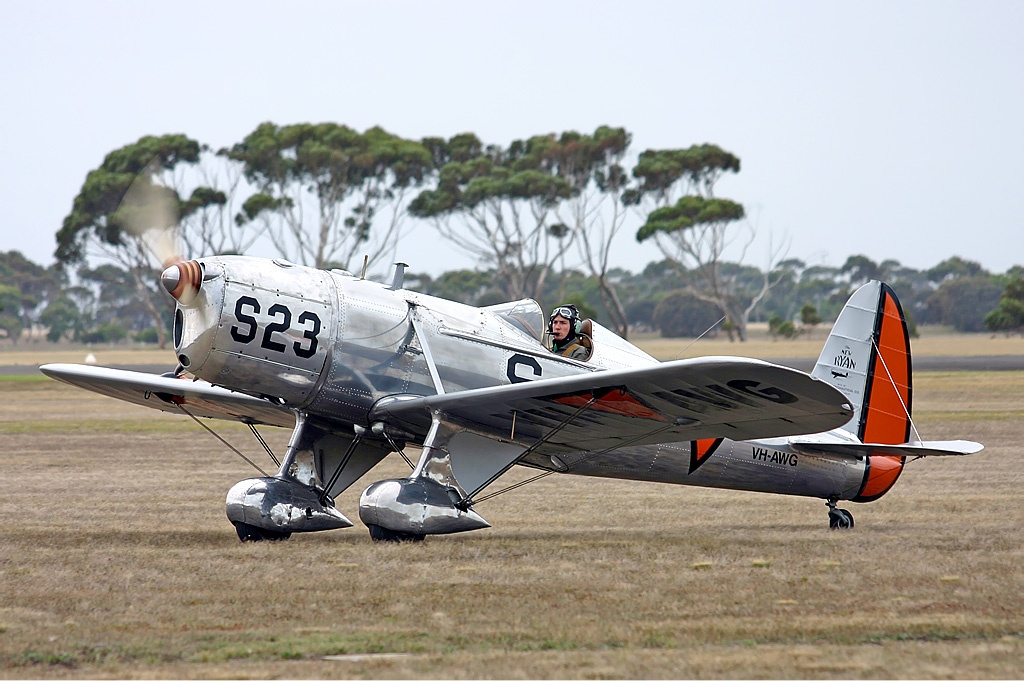
STM-S2 tại Point Cook (2006).

- Không quân Lục quân Đế quốc Nhật Bản

 México
- Không quân Mexico

 Đông Ấn Hà Lan
- Không quân Lục quân Đông Ấn Hoàng gia Hà Lan
- Hải quân Hoàng gia Hà Lan

 Nicaragua
- Không quân Nicaragua

 Nam Phi
- Không quân Nam Phi

 Hoa Kỳ
- Quân đoàn Không quân Lục quân Hoa Kỳ & Không quân Lục quân Hoa Kỳ
- Hải quân Hoa Kỳ

## Tính năng kỹ chiến thuật (ST-A)

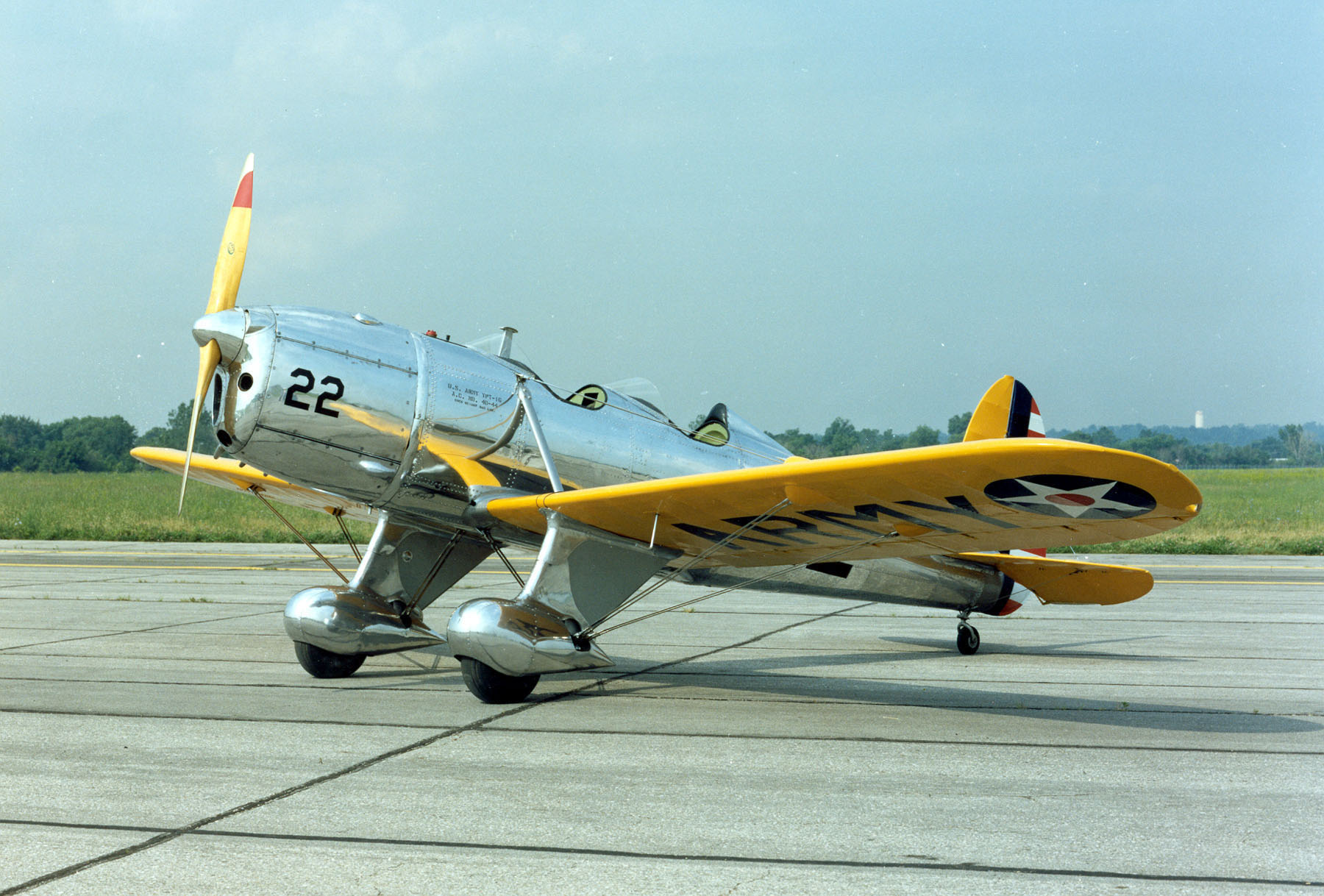
Ryan YPT-16

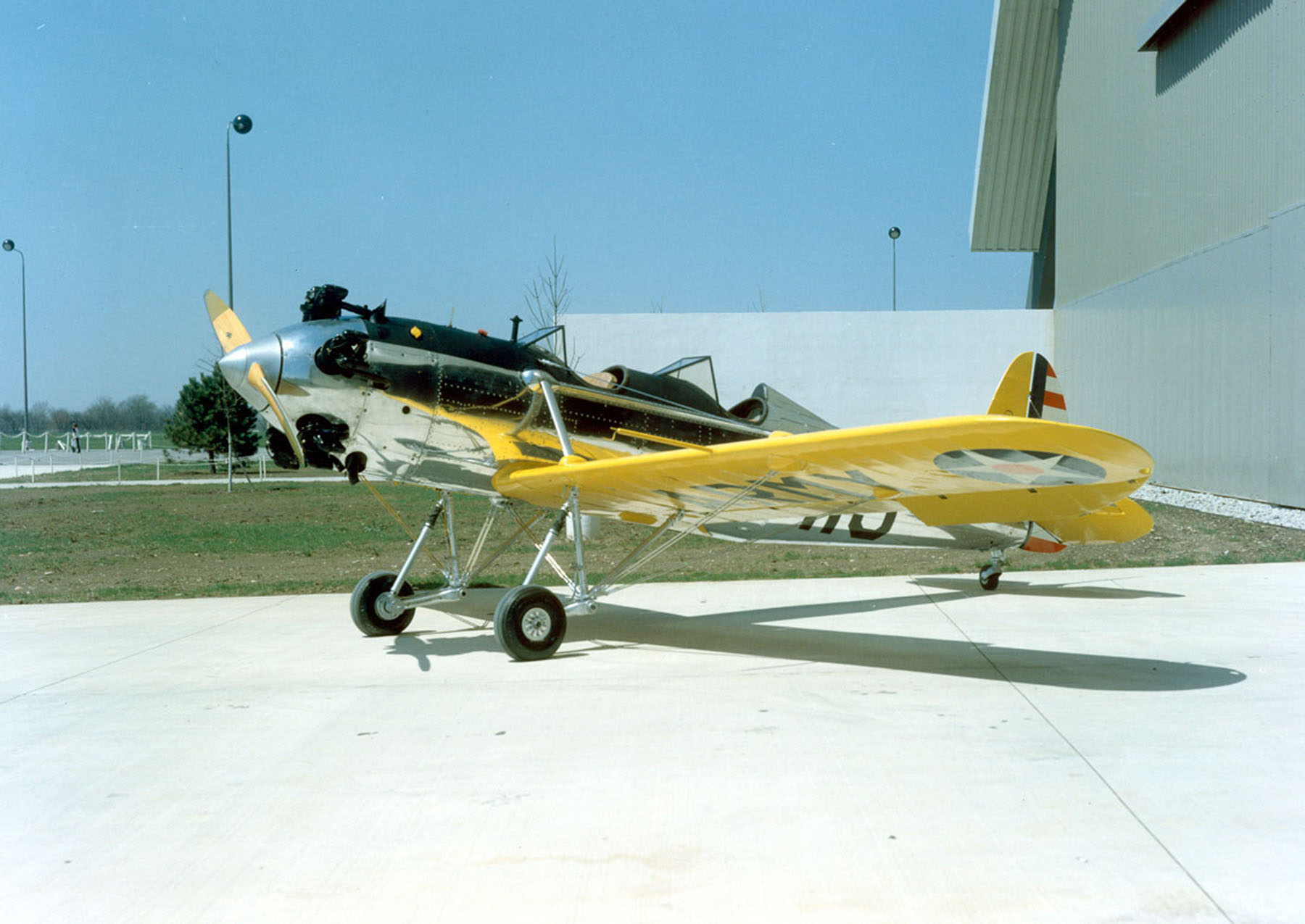
Ryan PT-22 Recruit

Đặc điểm tổng quát
- Kíp lái: 1
- Sức chứa: 1 hành khách
- Chiều dài: 21 ft 5 in (6,53 m)
- Sải cánh: 30 ft 0 in (9,15 m)
- Chiều cao: 9 ft 2 in (2,79 m)
- Diện tích cánh: 124 ft² (11,5 m²)
- Trọng lượng rỗng: 1.081 lb (490 kg)
- Trọng lượng có tải: 1.600 lb (726 kg)
- Động cơ: 1 × Menasco C4, 125 hp (93 kW)

 Hiệu suất bay 
- Vận tốc cực đại: 126 mph (203 km/h)
- Tầm bay: 366 dặm (589 km)
- Trần bay: 17.200 ft (5.243 m)
- Vận tốc lên cao: 800 ft/phút (244 m/phút)
- Tải trên cánh: 13 lb/ft² (63 kg/m²)
- Công suất/trọng lượng: 0,08 hp/lb (0,13 kW/kg)